# 方琛
方琛（14世紀—15世紀），字廷獻，浙江湖州府歸安縣人，明朝政治人物。

## 生平
方琛自幼聰明有大志，是永樂三年（1405年）乙酉科浙江鄉試舉人，授夏縣知縣，調福清知縣，十七年（1419年）調崇仁知縣，修葺當地學宮、城隍廟、養濟院等建築，奏免糧稅折色以寬免欠稅，旱災時向華山祈禱即刻下雨，後改任良鄉知縣均有惠政，官至山東布政使司經歷。

## 引用
1. 1 2  光緒《歸安縣志·卷三十八·人物傳六》：方琛，字廷獻，歸安人，幼岐嶷有大志，永樂三年舉人，知河南夏縣，改福清、崇仁、良鄉皆有惠政，為崇仁時籍其民為尤，等量貧富以科徵之，邑無恆產，惟以折色貿易准辦，稅賦多逋負，琛奏請從民便賦之，邑民賴焉。歲旱禱於華山即得雨，人以為德政所感，後陞山東布政司經厯卒，家無餘貲，士論歸之。子謨以《詩經》中鄉試任教諭，陞翰林孔目。 成化府志，參《江西通志》
2. ↑  同治《崇仁縣志·卷六·職官志》：方琛，字廷獻，浙江歸安人，永樂十七年己亥以舉人任，外寬內明、臨事不苟，修學宮、山川、社稷、邑厲壇壝、城隍廟、上司行署、養濟院、黃洲橋，復更立區分以便科徵，奏免糧稅折色以寬逋賦，闔邑欣載。
3. ↑  同治《湖州府志·卷七十二·人物傳》：方琛，字廷獻，歸安人，幼岐嶷有大志，永樂三年舉人，知河南夏縣，改福清、崇仁、良鄉皆有惠政，為崇仁時籍其民為尤，等量貧富以科徵之，邑無恆產，惟以折色貿易准辦，稅賦多逋負，琛奏請從民便賦之，邑民賴焉。歲旱禱於華山即得雨，人以為德政所感，後陞山東布政司經厯卒，家無餘貲，士論歸之。子謨以《詩經》中鄉試任教諭，陞翰林孔目。 勞志，參《江西通志》